# Люк Дилейни
Люк Дилейни (на английски: Luke Delaney) е британски писател на произведения в жанра трилър и криминален роман.

## Биография и творчество
Люк Дилейни е роден през 1946 г. в Англия. Завършва средното си образование в колежа, и започва да следва в Лондон, но прекъсва и се записва в Центъра за подбор на полицията. След година и половина се включва в столичната полицейска служба. Първото му назначение е в Югоизточен Лондон, известен с високите нива на престъпност и екстремно насилие. По-късно се присъединява към отдела за разследване на убийства, където разследва убийства, вариращи от младежи престъпления до серийни убийци и до гангстерски екзекуции.
От младежка възраст мечтае да пише, и след дълги години в полицията, напуска и започва да пише използвайки знанията и опита си в криминалните разследвания.
Първият му роман „Без милост“ от поредицата „Шон Кориган“ е издаден през 2013 г. Детектив Шон Кориган разследва особено жестоки убийства, които на пръв поглед са без връзка, той е убеден, че преследват сериен убиец и той трябва да го открие, преди убиецът да стигне до него самия. Преживял насилие като дете, Шон има усета да открива мрака в другите. В романа си пресъздава реалната атмосфера в полицейския отдел, недостатъчното оборудване и вечната борба с времето и натиска на медии, администрация и общество.
Люк Дилейни живее със семейството си в Лондон.

## Произведения

### Самостоятелни романи
- The Rule of Fear (2016)

### Серия „Шон Кориган“ (DI Sean Corrigan)
1. Cold Killing (2013)
Без милост, изд.: ИК „Бард“, София (2013), прев. Асен Георгиев
2. The Keeper (2012)
3. The Toy Taker (2012)
4. The Jackdaw (2015)
5. A Killing Mind (2017)

### Новели към серията, предистория
- Redemption of the Dead (2013)
- The Network (2014)
- The Rain Killer (2015)
- An Imperfect Killing (2016)